# Liljeslåttsbäcken (naturreservat)
Liljeslåttsbäcken är ett naturreservat i Ljusdals kommun i Gävleborgs län.
Området är naturskyddat sedan 2009 och är 63 hektar stort. Reservatet består av grandominerad skog med asp och sälg. Liljeslåttsbäcken rinner genom området.